# Communauté d'universités et établissements d'Aquitaine
L’université de Bordeaux (entre 2007 et 2015), puis la communauté d’universités et établissements d’Aquitaine  (entre 2015 et 2020) est un regroupement universitaire.

## Historique

### Pole universitaire de Bordeaux (1997)
Le pôle universitaire de Bordeaux (statut de groupement d'intérêt public) est créé en 1997.

### PRES Université de Bordeaux (2007)

Logo du PRES Université de Bordeaux.

La loi de programme pour la recherche de 2006 permet aux établissements de se regrouper sous la forme d’un pôle de recherche et d'enseignement supérieur (PRES). Ainsi l’université de Bordeaux (statut d’établissement public de coopération scientifique) est créé en 2007. Il regroupe les quatre universités bordelaises, l’école nationale supérieure d'électronique, informatique et radiocommunications de Bordeaux, l’école nationale supérieure de chimie et de physique de Bordeaux, l’institut d'études politiques de Bordeaux et l’école nationale d'ingénieurs des travaux agricoles de Bordeaux.
En 2009, l’institut polytechnique de Bordeaux nouvellement créé (fusion de l’école nationale supérieure de chimie et de physique de Bordeaux, de l’école nationale supérieure d'électronique, informatique et radiocommunications de Bordeaux et de quatre autres écoles universitaires) devient membre du PRES. 
Le PRES remporte des appels nationaux à financements comme le Plan campus en 2008, et les initiatives d'excellence (« Grand Emprunt » ou « Investissements d’avenir ») en 2011,.
Une fondation universitaire est créée en décembre 2009 au sein du PRES. Elle est présidée par Jean-René Fourtou puis par Christophe Blanchard-Dignac,.
L’idée de fusionner les établissements est évoquée à partir de 2008. Néanmoins l’université Bordeaux-III (lettres, langues, sciences humaines) puis les deux instituts se retirent du projet.

### Communauté d'universités et établissements d'Aquitaine (2015)

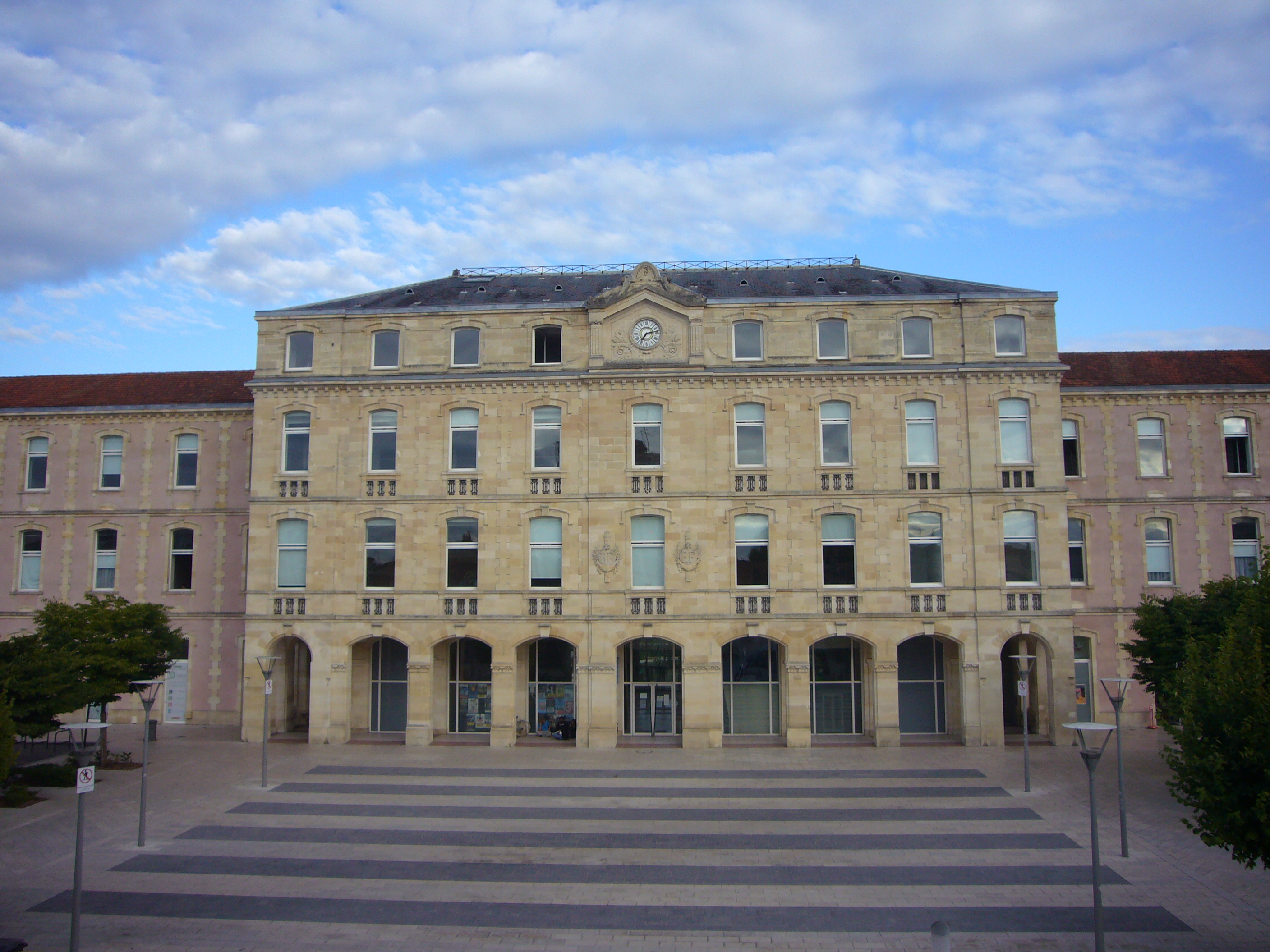
Le siège de la communauté d’universités et établissements d’Aquitaine est situé au 166, cours de l’Argonne à Bordeaux.

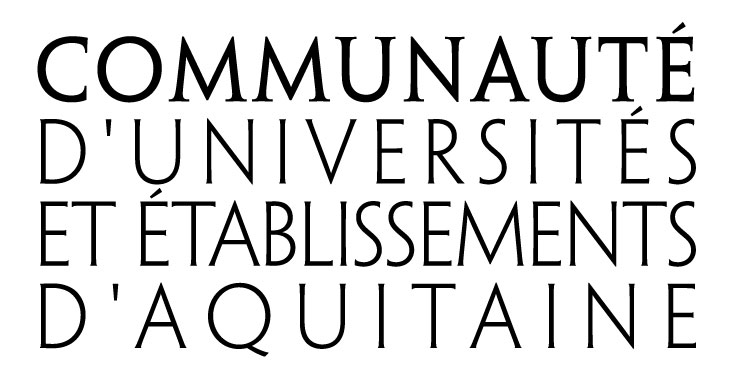
Logo en 2015

La loi relative à l'enseignement supérieur et à la recherche de 2013 supprime les PRES et instaure les communautés d’universités et établissements (ComUE). Au même moment, l’université de Bordeaux est recréée par la fusion de  Bordeaux-I (Sciences et technologies), Bordeaux-II (Santé, sciences de l’homme, sport et œnologie) et Bordeaux-IV (Droit, sciences politiques, sciences économiques, sciences sociales, sciences de gestion et management). L’opération Campus, le portage des programmes d’investissement d’avenir, la coordination des services offerts aux étudiants et de la politique documentaire seront désormais assurés par l’université de Bordeaux. La fondation, qui héberge l’institut hospitalo-universitaire LIRYC devient, en juillet 2014, une fondation de coopération scientifique autonome,.
Le PRES devient la communauté d’universités et établissements d’Aquitaine (statut d’établissement public à caractère scientifique, culturel et professionnel), dont les statuts entrent en vigueur le 1er avril 2015,.
En 2016, avec la création de la région Nouvelle-Aquitaine, son président Alain Rousset souhaite que les universités de la Rochelle, Poitiers et Limoges intègrent la ComUE Aquitaine. L'université de La Rochelle devient membre en octobre 2017 , mais ce ne sera pas le cas pour Poitiers et Limoges.
En 2017, l’université de Bordeaux annonce son départ. La communauté d’universités et établissements d’Aquitaine est dissoute 1er avril 2020.

## Membres
Les membres fondateurs de la communauté d’universités et établissements d’Aquitaine sont :
- Université de Bordeaux,
- Université Bordeaux Montaigne
- Université de Pau et des Pays de l'Adour
- Université de La Rochelle
- Bordeaux INP
- Sciences Po Bordeaux
- Bordeaux Sciences Agro

Les partenaires sont :
- Centre régional des œuvres universitaires et scolaires de Bordeaux Aquitaine
- École nationale supérieure d'architecture et de paysage de Bordeaux,
- KEDGE Business School,
- École des beaux-arts de Bordeaux.
- Groupe École supérieure de commerce de Pau

## Actions menées
La communauté assure les missions suivantes :  
- piloter la stratégie numérique,
- coordonner l'offre de formation et la stratégie de recherche et de transfert de ses membres,
- organiser la coordination territoriale des établissements d'enseignement supérieur membres et partenaires,
- élaborer avec le réseau des œuvres universitaires et scolaires un projet d'amélioration de la qualité de la vie étudiante et de promotion sociale sur le territoire, en associant l'ensemble des établissements partenaires,
- porter le volet commun du contrat pluriannuel conclu avec la ministre chargée de l’enseignement supérieur sur la base du projet partagé.

### Textes réglementaires
- Décret no 2007-383 du 21 mars 2007 portant création de l'établissement public de coopération scientifique « Université de Bordeaux »
- Décret no 2015-281 du 11 mars 2015 portant approbation des statuts de la Communauté d'universités et établissements d'Aquitaine
- Décret no 2020-239 du 12 mars 2020 portant dissolution de l'établissement public à caractère scientifique, culturel et professionnel « Communauté d'universités et établissements d'Aquitaine »